# Kova
Kova(Kovacrock)（コバ、10月31日 - ）は、日本のミュージシャン。シンガーソングライター、ギタリストである。

## 略歴
ボーカル・ギター、ベース、ドラムからなる3ピースのロックンロールバンド 、The CROCKSを結成し、作詞・作曲、ボーカル・ギターを担当する。後にテナーサックスのメンバーが加わり4人編成のバンドとして勢力的に活動を始める。
ロックバンドTHE COLTSの山外のバンドEL CAMINO のボーカル・ギターとして参加。大御所バンドTHE MODSのオープニングアクトも務めた。
現在ではソロ活動とKova and The Groovees、Kova and ChillOutBoyzなどのアコースティックバンド、ユニットでライブを行なっている。また、シンガーソングライターMiyuuや
Okayukaのサポートギターとしてもライブに参加している。

## ディスコグラフィー

### シングル
- Wandering  of Crow - iTunes store / Apple Music / LINE Music 他 配信限定
- Trip of a Train - iTunes store / Apple Music / LINE Music 他 配信限定

### アルバム
- VIVA LA CHECK - CCR-001 ディスクユニオン・会場
- ONE'S LIFE AND GROOVE - CCR-002 ディスクユニオン・会場
- GO BUDDY GO - CCR-003 ディスクユニオン・会場
- EL CAMINO IN THE SOMBRERO - CCR-004 会場限定
- MONEY HONEY DREAM - CCR-005 会場限定

## 主な参加ライブ

### 2012年
- 12月31日 - 福岡 DRUM LOGOS

ROCKA DIVE NITE vol.5

### 2019年
- 2月26日(火) 代官山 LOOP - Miyuu's support
- 2月23日(土) 三軒茶屋 酒場ぁドーコレ

### 2018年
- 12月10日(月) 代官山 LOOP - Miyuu's support
- 11月27日(火) 下北沢 Laguna - Miyuu's  support
- 11月9日(金) 浅草  銀幕ロック
- 10月12日(金) 下北沢 Laguna - Miyuu's  support
- 9月12日(水) 代官山 LOOP - Miyuu's  support
- 9月2日(日)  学芸大学 Larry Smith - flagship Store  周年祭
- 8月29日(水) 下北沢 Laguna  - "Acoustic Journey"